# Speed (gruppo musicale sudcoreano)
Gli Speed (스피드?) sono un gruppo musicale idol sudcoreano attivo dal 2012 e formato dalla MBK Entertainment.

## Formazione
Attuale
- Jungwoo
- Yuhwan
- Taeha
- Jongkook
- Sejun
- KI-O
- Sungmin

Ex membri
- Kwanghaeng
- Noori
- Taewoon

## Discografia

### Album in studio
- 2013 – Superior Speed

### EP
- 2014 - Speed Circus
- 2015 - Speed On